# MotoGP jugoszláv nagydíj
A MotoGP jugoszláv nagydíja a MotoGP egy korábbi versenye, melyet 1970-ben, valamint 1972-től 1990-ig rendeztek meg, összesen 21 alkalommal.

## A győztesek
| Év   | Helyszín | 80 cm³            | 125 cm³        | 250 cm³         | 500 cm³         | Összefoglaló |
| ---- | -------- | ----------------- | -------------- | --------------- | --------------- | ------------ |
| 1990 | Fiume    |                   | Stefan Prein   | Carlos Cardús   | Wayne Rainey    | Összefoglaló |
| 1989 | Fiume    | Peter Öttl        |                | Sito Pons       | Kevin Schwantz  | Összefoglaló |
| 1988 | Fiume    | Jorge Martínez    | Jorge Martínez | Sito Pons       | Wayne Gardner   | Összefoglaló |
| 1987 | Fiume    | Jorge Martínez    |                | Carlos Lavado   | Wayne Gardner   | Összefoglaló |
| 1986 | Fiume    | Jorge Martínez    |                | Sito Pons       | Eddie Lawson    | Összefoglaló |
| 1985 | Fiume    | Stefan Dörflinger |                | Freddie Spencer | Eddie Lawson    | Összefoglaló |
| 1984 | Fiume    | Stefan Dörflinger |                | Manfred Herweh  | Freddie Spencer | Összefoglaló |

| Év   | Helyszín | 50 cm³            | 125 cm³            | 250 cm³            | 350 cm³            | 500 cm³          | Összefoglaló |
| ---- | -------- | ----------------- | ------------------ | ------------------ | ------------------ | ---------------- | ------------ |
| 1983 | Fiume    | Stefan Dörflinger | Bruno Kneubühler   | Carlos Lavado      |                    | Freddie Spencer  | Összefoglaló |
| 1982 | Fiume    | Eugenio Lazzarini | Eugenio Lazzarini  | Didier de Radiguès |                    | Franco Uncini    | Összefoglaló |
| 1981 | Fiume    | Ricardo Tormo     | Loris Reggiani     |                    | Anton Mang         | Randy Mamola     | Összefoglaló |
| 1980 | Fiume    | Ricardo Tormo     | Guy Bertin         | Anton Mang         |                    |                  | Összefoglaló |
| 1979 | Fiume    | Eugenio Lazzarini | Angel Nieto        | Graziano Rossi     | Kork Ballington    | Kenny Roberts    | Összefoglaló |
| 1978 | Fiume    | Ricardo Tormo     | Angel Nieto        | Gregg Hansford     | Gregg Hansford     |                  | Összefoglaló |
| 1977 | Opatija  | Angel Nieto       | Pier Paolo Bianchi | Mario Lega         | Katajama Takazumi  |                  | Összefoglaló |
| 1976 | Opatija  | Ulrich Graf       | Pier Paolo Bianchi | Dieter Braun       | Olivier Chevallier |                  | Összefoglaló |
| 1975 | Opatija  | Angel Nieto       | Dieter Braun       | Dieter Braun       | Pentti Korhonen    |                  | Összefoglaló |
| 1974 | Opatija  | Henk van Kessel   | Kent Andersson     | Chas Mortimer      | Giacomo Agostini   |                  | Összefoglaló |
| 1973 | Opatija  | Jan de Vries      | Kent Andersson     | Dieter Braun       | Drapál János       | Kim Newcombe     | Összefoglaló |
| 1972 | Opatija  | Jan Bruins        | Kent Andersson     | Renzo Pasolini     | Drapál János       | Alberto Pagani   | Összefoglaló |
| 1970 | Opatija  | Angel Nieto       | Dieter Braun       | Santiago Herrero   | Giacomo Agostini   | Giacomo Agostini | Összefoglaló |
| 1969 | Opatija  | Paul Lodewijkx    | Dieter Braun       | Kelvin Carruthers  | Silvio Grassetti   | Godfrey Nash     | Összefoglaló |